# Триъгълна търговия
Триъгълната търговия се нарича обменът на стоки при трансатлантическата търговия между 3 части на света – Африка, Америка и Европа от края на XVI век до началото на XIX век.
Тя свързва икономиките на западноевропейските колонии в Америка с метрополиите, като междинното звено е Западна Африка.
Европейските кораби кръстосват „златния триъгълник“ от пристанищата на Европа (например Ливърпул, Бристъл) до бреговете на Гвинейския залив, натоварени с промишлени стоки, за да закупят роби като евтина работна ръка, превозват ги отвъд Атлантика и се отправят обратно от Америка към Европа с продуктите, придобити чрез робския труд - захар, памук, тютюн, кафе, какао, индиго.
Добрата организация на тази търговия представлявала едно от чудесата на времето. Адът, в който се превръщал животът на милионите роби, не притеснявал организаторите. А истината за нея била грижливо спестявана на обществото